# Ice Scream
Ice Scream је видео игра у хорор жанру, из Кеплерианс студија/ Издање игре на Андроиду одржано је 29. септембра 2019.

## Прича
1982, главни јунак Џеј је видео свог пријатеља Чарлија, кога је киднаповао произвођач сладоледа по имену Род. Јаи треба да пронађе начин да откључа кавез у коме је његов пријатељ закључан и да га ослободи.
Јаи може да путује на различите локације у Родс комбију тако што ће узети мапу и поставити је на зид у свом комбију.
Постоје 4 локације на које Ј може да путује, а то су штанд, кафетерија, игралиште и паркинг.

## Ликови
- Jаи - Главни лик игре, дечак изгледа као момак светле пути са тамно смеђом косом, а боју његових очију је веома тешко одредити, очи су му смеђе и тамноплаве.